# Makwe
El Makwe (Macue), Kimakwe, és una llengua molt propera al suahili parlada a la costa de la província de Cabo Delgado a Moçambic, i a través de la frontera amb Tanzània. Tot i que comparteix una alta similitud lèxica (60%) amb el suahili, no és n'és intel·ligible, ni amb el seu cosí mwani. Arends et al. suggereixen que podria arribar a ser una llengua mixta makonde-suahili.